# Caecanthrax arabica
Caecanthrax arabica är en tvåvingeart som först beskrevs av Macquart 1840.  Caecanthrax arabica ingår i släktet Caecanthrax och familjen svävflugor. Inga underarter finns listade i Catalogue of Life.